# Alexandr Gubin
Alexandr Mijáilovich Gubin –en ruso, Александр Михайлович Губин– (Alapáyevsk, 24 de agosto de 1935) es un deportista soviético que compitió en biatlón y esquí de fondo, Ganó una medalla de plata en el Campeonato Mundial de Biatlón de 1958, en la prueba por equipos.

## Palmarés internacional
| Campeonato Mundial | Campeonato Mundial   | Campeonato Mundial | Campeonato Mundial |
| Año                | Lugar                | Medalla            | Prueba             |
| ------------------ | -------------------- | ------------------ | ------------------ |
| 1958               | Saalfelden (Austria) | Medalla de plata   | Equipo             |